# Exfoliació (cosmètica)
Exfoliació en cosmètica i dermatologia és el procés natural de renovació cel·lular de la pell mitjançant l'eliminació de les cèl·lules mortes de l'epidermis. Quan aquest procés s'altera per una malaltia i les cèl·lules mortes s'acumulen a l'epidermis es dona un engruiximent (vegeu hiperqueratosi) i una aparença escamosa (vegeu ictiosi).
El procés es realitza també de manera artificial sent molt utilitzat en cosmètica per rejoveniment facial i consisteix a eliminar aquestes escates o cèl·lules mortes de pell mitjançant una acció química o física. Es fa servir per millorar l'aspecte de la pell danyada pel sol, disminuir arrugues, millorar cicatrius d'acne o varicel·la, i descolorir o eliminar taques. 
L'exfoliació és un pas important a l'hora de tenir cura de la pell, principalment la que hi ha a les zones més exposades a la contaminació de l'ambient (cara, braços, etc.)

## Tipus d'exfoliació cosmètica

### Exfoliació per acció física o mecànica
L'exfoliació s'aconsegueix a través de mètodes mecànics o químics.

#### Mecànica
Aquest procés implica tallar físicament la pell amb un abrasiu. Els exfoliants mecànics inclouen teles de microfibra, fulls de exfoliació adhesives, exfoliants amb micro-beads de plàstic, paper crepe, os de xaró molt o pela d'ametlles, cristalls de sucre o sal, pedra tosca i materials abrasius com ara esponges, raspalls, esponja vegetal, i les ungles res més els exfoliants facials estan disponibles en els productes de supermercat per a ser aplicats per l'usuari. La gent amb pell seca han d'evitar exfoliants que incloguin una gran part de pedra tosca o roca volcànica polvoritzada. La pedra tosca és considerada un bon material per exfoliar la pell dels peus. La microdermoabrasió és un altre mètode d'exfoliació mecànica.
- Abrasió mecànica amb paper de vidre dermatològica o bisturí
- Abrasió amb làser o resurfacing amb làser
- Scrub: Amb boletes sintètiques o d'ossos picats, que rasquen i eliminen cèl·lules mortes.
- Gommage: és una crema pastosa o gel líquid. S'enganxen a la pell i una vegada seca es desprèn.

#### Química
Anomenat també peeling químic, és l'exfoliació cutània amb substàncies com fenol, àcid salicílic i àcid tricloroacètic i preparats comercials enzim tifos d'aplicació que es recomana sigui únicament per professionals experts. Depenent del poder de penetració de la substància química s'eliminaran més capes de pell. A més profunditat, majors efectes però també més riscos. S'empren sobretot en la pell de la cara. 
Els tipus segons el tipus de substància emprada són:
Enzimàtics: Seguir les instruccions del fabricant. Aplicar abans de l'extracció, amb el vapor. Per a pells sensibles.
Àcids: Treballa amb cèl·lules vives perquè penetra fins a la dermis.
Amb remoció de borrissol
Alguns mètodes de remoció de borrissol també exfolia la pell.
La depilació és un procés mecànic que es realitza amb la intenció d'arrencar el pèl, el que també funciona com un exfoliant mecànic. Com es fa entre cada dos o nit setmanes, no es porta a terme tan freqüentment com molts dels exfoliants, així que no substitueix un règim, però pot ser un substitut d'una sessió normal en un règim.
Els productes nair són un exemple de com un producte químic de remoció de borrissol també funcional com un exfoliant químic. Es porta a terme més freqüentment que la depilació (un cop a la demanda en lloc d'un cop al mes), ja que només una part del borrissol sota la pell, en lloc de destruir l'arrel completa com amb la depilació. Usant-setmanalment pot substituir un règim d'exfoliació setmanal. És un químic molt agressiu pel que no pot ser usada en la cara, així que s'hauria d'utilitzar un exfoliant diferent la cara.
Wetshaving també té propietats exfoliadoras; primer, l'acció de moure un raspall d'afaitar vigorosament sobre la pell de la cara renta la cara i remou la pell morta al mateix temps. Després d'aplicar la lather amb un raspall, l'ús d'una navalla de seguretat de doble fulla o una navalla rígida remou la pell morta simplement pel fet que els rastells abans nebvionafos es passen molt més a prop de la pell i renovin la pell morta amb més efectivitat que un cartutx o navalla elèctrica.
Els tipus segons el tipus de substància emprada són:
- Enzimàtics: Seguir les instruccions del fabricant. Aplicar abans de l'extracció, amb el vapor. Per a pells sensibles.
- Àcids: Treballa amb cèl·lules vives perquè penetra fins a la dermis

## Promoció
En els mitjans de difusió, els exfoliants són anunciats com tractaments dels quals promouen la bellesa, aparença jove, o salut.

## Desavantatges
Un desavantatge de la exfoliació és l'alt preu d'alguns dels productes i mètodes utilitzats per aconseguir-ho. L'exfoliació generarà enrogiment inicial a la pell. Gairebé al final dels exfoliants químics, la pell gelats, amb colors que varien d'un blanc brillant a gris a la superfície de la pell.

### Impacte ambiental marí de les micro perles
Com les partícules de micro esferes utilitzades en la exfoliació mecànica són molt petites (menys d'1 mm) per a ser atrapades per les clavegueres, això es veu reflectit en tones de micro perles que de ser alliberades al medi ambient fan malbé els ecosistema s marins. En conseqüència, el juny de 2014, l'estat d'Illinois Illinois es va convertir en el primer a prohibir l'ús de microperles i els fabricants de cosmètics van acordar utilitzar ingredients més naturals.